# Chopi
|  | Aquest article tracta sobre la llengua bantus. Si cerqueu el poble que parla aquesta llengua, vegeu «chopis». |

El chopi, també anomenat copi, tschopi o txopi, és una llengua bantu parlada al llarg de la costa sud de Moçambic, al nord del riu Limpopo (província d'Inhambane). Maho (2009) afirmà que l'extint dialecte lenge com a possible llengua diferenciada. Segons The Joshua Project tenia 1.160.000 parlants.